# Гудісон Парк
«Гу́дісон-Парк» (англ. Goodison Park) — футбольний стадіон у Ліверпулі, Англія. Відкритий 24 серпня 1892 року матчем Футбольної ліги між місцевою командою «Евертон» та клубом «Болтон Вондерерз» з Болтона, який завершився перемогою господарів 4:2. Свою назву отримав через адресу розташування — Гудісон-Роуд. Фанати часто називають стадіон «Велична стара леді» (англ. The Grand Old Lady).
Окрім матчів за участю «Евертона», стадіон приймав декілька ігор Чемпіонату світу 1966 року, десять півфіналів та два фінали Кубка Англії, матчі за участю збірної Англії, її молодіжної та юнацької команди. Також на стадіоні проходила перша професіональна бейсбольна гра в Англії поза Лондоном. 1924 року тут грали «Нью-Йорк Янкіз» та «Чикаго Вайт Сокс». Рекорд відвідуваності «Гудісон-Парку» був зареєстрований під час мерсісайдського дербі у вересні 1948 року і становив 78 299 вболівальників.
Стадіон був задуманий у незвичайних обставинах. Дві політичні партії хотіли керувати «Евертоном», таким чином збільшивши свою підтримку серед населення. Тому переїзд «Евертона» на «Гудісон-Парк» став одним з перших в історії футболу, який був запланований з комерційною метою. Також арена стала однією з перших в Англії, де з'явився підігрів поля.
«Гудісон-Парк» це меморіальний комплекс, оскільки на його території поховані урни з прахом вболівальників, які назавжди захотіли залишитися з командою. А по периметру стадіону встановлені таблички з іменами похованих.

## Чемпіонат світу 1966
Під час Чемпіонату світу 1966 року стадіон приймав п'ять матчів за участі збірних Бразилії, Болгарії, Угорщини, Португалії, КНДР, ФРН та СРСР:
| Дата     | Матч                        | Рахунок | Раунд        |
| -------- | --------------------------- | ------- | ------------ |
| 12 липня | Бразилія — Болгарія         | 2:0     | Матч групи 3 |
| 15 липня | Угорщина — Бразилія         | 3:1     | Матч групи 3 |
| 19 липня | Португалія — Бразилія       | 3:1     | Матч групи 3 |
| 23 липня | Португалія — Північна Корея | 5:3     | Чверть-фінал |
| 25 липня | ФРН — СРСР                  | 2:1     | Пів-фінал    |

## Бремлі-Мур Док
«Евертон» незабаром зможе зіграти на своєму новому стадіоні — «Бремлі-Мур Док».
План будівництва стадіону було розроблено 2019 року, а в липні 2021 року в Ліверпулі розпочалися будівельні роботи. Вартість нової арени футбольного клубу «Евертон» оцінюють у 640 мільйонів євро.
«Бремлі-Мур Док» вміщуватиме 52888 глядачів.